# 大众民主

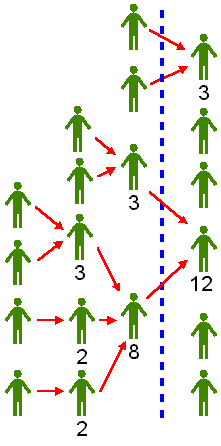

大众民主又称作“大众式的民主”是一种基于公民投票以及大众意愿授权和具体化的直接民主概念，这一概念源于民粹主义政治哲学，由于大众民主是一种完全民主意义上的基于公众赋权的意识形态的民粹主义政治哲学，但它已经独立于民粹主义，一些人士甚至认为两者截然对立或者根本不相干。尽管“大众民主”这种表达自19世纪以来一直被使用并且可能适用于英国内战时期的政治生态，但至少这个概念（或其当前形式的概念）被认为是最近的并且直到最近才得到了充分发展。